# Província del Zaire
Zaire és una província de l'extrem nord-est d'Angola. Té una superfície de 40.130 km² i una població estimada de 567.225 habitants. La seva capital és Mbanza Kongo (antiga São Salvador do Congo). Els principals rius de la província són el Congo, Mbridge, Lufunde, Zadi, Cuilo i Buenga.

## Divisió administrativa
Zaire té els següents municipis:
- Mbanza Kongo (abans São Salvador do Congo)
- Soyo
- N'Zeto
- Cuimba
- Noqui
- Tomboco

També hi ha 37 comunes.

## Economia
- Petroli
- Mineria: asfalt, ferro, fosfats, zenc.
- Agricultura: cacahuets, cítrics, cafè, oli de palma, pinyes, arroç, patates.
- Ramaderia ovina.
- Pesca
- Producció de materials de la construcció.